# Karangtengah (Tuntang)
Karangtengah is een bestuurslaag in het regentschap Semarang van de provincie Midden-Java, Indonesië. Karangtengah telt 4486 inwoners (volkstelling 2010).